# 미육군장군
미육군장군은 미국 육군에서 가장 높은 직책을 가진 장성급 장교를 가리키는 용어이다.

## 설명
일반적으로 육군장군이라고 불리는 미육군장군은 미국에서 가장 높은 군사 계급이다. 이계급은 1919년에 존 J. 퍼싱(John J. Pershing)에게 제1차 세계 대전 중 미국 원정군(American Expeditionary Forces)을 지휘 한 것에 대한 개인적인 표창으로 수여되었다. 1976년에는 조지 워싱턴에게 미국 200주년 기념 행사에서 사후 명예로서 수여되었고 2024년에는 미국남북전쟁에서 승리한 미국 육군 총사령관인 율리시스 S. 그랜트에게 수여되었다. 이등급은 때때로 미국 원수의 5성등급보다 높은 직책인 6성장군으로 묘사되지만 공식적으로 6성 휘장이 만들어진 적이 없으며 평생 동안 미육군장군이 된 유일한 사람인 존 J. 퍼싱은 4성 이상을 착용 한 적이 없다. 존 J. 퍼싱의 등급이 별 4개, 5개 또는 6개로 평가되어야 하는지는 1944년에 별 5개 등급이 만들어진 이래로 줄곧 논쟁의 주제였다. 1976년에 워싱턴을 육군 최고위급 장교로 명백히 만들기 위해 의회는 그의 새로운 육군 장군 계급이 과거나 현재의 다른 모든 육군 장교보다 우위에 있다고 명시했으며 율리시스 S. 그랜트의 진급을 승인하는 법률은 그의 계급을 퍼싱의 계급과 동등하게 만들었다. 미육군장군은 다른 장군에게는 주어지지 않는 몇 가지 특권을 누렸는데 여기에는 훨씬 더 높은 봉급과 전액의 급여와 수당으로 은퇴할 수 있는 권리가 포함되었다. 은퇴 후에도 살아 있는 유일한 사람인 존 J. 퍼싱은 미국 대통령에 이어 연방 정부에서 두 번째로 높은 보수를 받는 공무원이었다

## 같이 보기
- 미국 육군
- 장성급 장교